# Peter D. Berry
Peter D. Berry, född 8 maj 1858 Cedar Falls i Iowa i USA, död 1932 i Coconino County i Arizona, var en amerikansk gruv- och hotellägare, som var en av pionjärerna att utveckla Grand Canyon som turistdestination omkring sekelskiftet 1800/1900.
Peter Berry föddes som åttonde och yngsta barnet till jordbrukarparet John Berry och Catharine Wolfe. Han växte upp i Iowa och Missouri. Han deltog 1879 tillsammans med brodern John som ung man i silverrushen i Gunnison County i Colorado och prospekterade senare vid gruvstaden Quartzville i Colorado, nutida Pitkin. Han flyttade på 1880-talet till Flagstaff i Arizona och började i slutet av 1880-talet prospektera mineral i Grand Canyon, bland annat tillsammans med Ralph Cameron. År 1890 upptäckte han och hans partners en rik kopparfyndighet vid Horseshoe Mesa. 
De startade brytning av malm i gruvan Last Chance Mine. För att nå gruvan anlades 1892 den 6,5 kilometer långa mulåsnetransportleden Perry Trail mellan Grandview Point på South Rim och gruvan 760 meter lägre än kanten på kanjon.
Berry öppnade också 1893 hotellverksamhet på Grandview Point. Ett nytt hotell, Grand View Hotel uppfördes 1895–1897, och turistverksamheten utvecklades, inklusive mulåsnefärder ned i kanjon. Gruva och det första hotellet såldes 1905, men han öppnade ett hotell i ett nytt hotell på granntomten, som han drev tillsammans med sin fru Matha till 1907. År 1913 sålde Berry sin fastighet till tidningsmagnaten William Randolph Hearst, som också köpte gruvan och Grand View Hotel. Peter Berry stannade som förvaltare av egendomen fram till 1917, då han efter det att sonen Ralph dött, flyttade till dennes ranch 16 kilometer sydvät om Grandview Point. 
Peter Berry var i första äktenskapet gift med änkan efter hans bror John, Mary Parker 1888–1894. De hade sonen Ralph (död 1917). Han var i andra äktenskap gift med Martha Thompson från 1903.